# (17770) Baumé
(17770) Baumé ist ein Asteroid des Hauptgürtels, der am 1. März 1998 vom belgischen Astronomen Eric Walter Elst am La-Silla-Observatorium der Europäischen Südsternwarte (IAU-Code 809) entdeckt wurde.
Der Asteroid wurde nach dem französischen Chemiker Antoine Baumé (1728–1804) benannt, dessen Erfindung eines Skalenaräometers mit der nach ihm benannten Baumé-Skala es ermöglichte, die Dichten von Schwefelsäure oder galvanischen Bädern zu bestimmen.